# Eucalyptus tindaliae
Eucalyptus tindaliae är en myrtenväxtart som beskrevs av William Faris Blakely. Eucalyptus tindaliae ingår i släktet Eucalyptus och familjen myrtenväxter. Inga underarter finns listade i Catalogue of Life.

## Bildgalleri

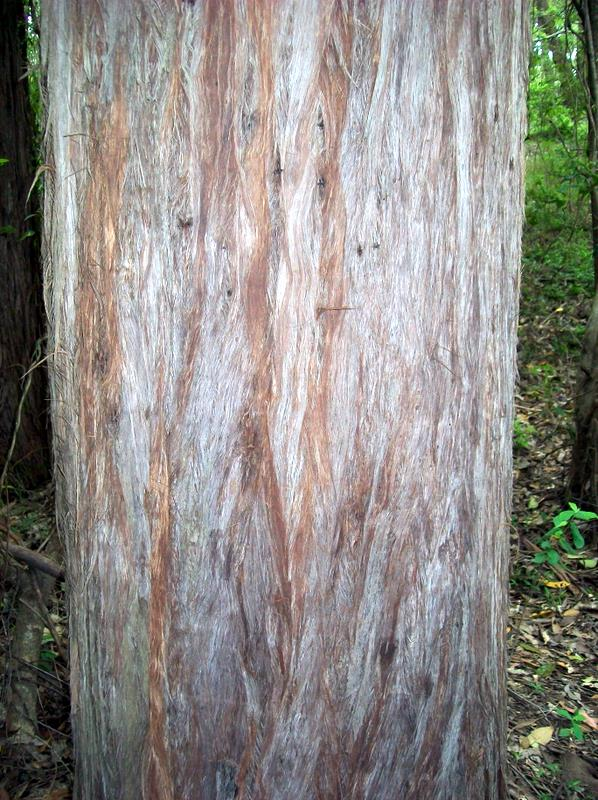